# Erismatica erythropis
Erismatica erythropis is een vlinder uit de familie van de wespvlinders (Sesiidae), onderfamilie Sesiinae.
Erismatica erythropis is voor het eerst wetenschappelijk beschreven door Edward Meyrick in 1933. De soort komt voor in het Afrotropisch gebied.